# Singapore tại Thế vận hội
Singapore đã gửi các vận động viên (VĐV) tới hầu hết các kỳ Thế vận hội Mùa hè kể từ năm 1948, khi quốc gia này được thành lập với tư cách một thuộc địa vương thất của Anh, tách ra từ Các khu định cư Eo biển, chỉ hơn ba tháng trước khi Thế vận hội Mùa hè 1948 bắt đầu. Singapore tiếp tục cử đoàn tham gia Thế vận hội cho đến năm 1964 khi nó thành một phần của Malaysia. Sau khi độc lập hoàn toàn khỏi Malaysia vào năm 1965, Singapore tiếp tục tham gia tất cả các kỳ Thế vận hội Mùa hè trừ kỳ năm 1980 để hưởng ứng phong trào tẩy chay Thế vận hội Mùa hè 1980. Singapore lần đầu tham gia Thế vận hội Mùa đông năm 2018, với VĐV trượt băng tốc độ, Cheyenne Goh, tranh tài ở nội dung trượt băng tốc độ cự ly ngắn. Người Hoa ở Singapore cũng từng thi đấu cho Trung Quốc tại Thế vận hội như những thành viên của tuyển bóng đá, là Chua Boon Lay năm 1936, và Chia Boon Leong và Chu Chee Seng năm 1948.
Theo Chương trình Trao thưởng cho Thành tích tại các Đại hội Thể thao Lớn do Hội đồng Olympic Quốc gia Singapore thực hiện, các VĐV giành vàng, bạc và đồng cá nhân được thưởng lần lượt là 1 triệu đô la Singapore, 500.000 đô la Singapore và 250.000 đô la Singapore. Các VĐV giành huy chương ở các môn thể thao và nội dung đồng đội được thưởng theo chế độ khác.

## Thành tích
Singapore đã giành năm huy chương Thế vận hội, lần đầu tiên tại Thế vận hội Mùa hè 1960, lần thứ hai tại Thế vận hội Mùa hè 2008 và lần thứ ba và thứ tư tại Thế vận hội Mùa hè 2012. Tại Thế vận hội Mùa hè 2016 Singapore giành huy chương vàng đầu tiên và cũng là huy chương Thế vận hội thứ năm.
Huy chương đầu tiên Singapore giành được thuộc về Trần Hạo Lượng, là tấm huy chương bạc cử tạ hạng nhẹ tại Thế vận hội Mùa hè 1960. Huy chương vàng đầu tiên thuộc về Joseph Schooling ở nội dung bơi bướm 100 mét nam tại Thế vận hội Mùa hè 2016.
Ở môn bóng bàn, Tỉnh Tuấn Hoằng, Lý Giai Vy và Vu Mộng Vũ đã gần chạm tới huy chương khi cán đích thứ tư các nội dung đơn nữ lần lượt tại Thế vận hội Mùa hè 2000, Thế vận hội Mùa hè 2004 và Thế vận hội Mùa hè 2020.
Singapore đã gửi một đoàn thể thao hùng hậu đến Thế vận hội ở Bắc Kinh, và nhiều người cho rằng với nhiều VĐV bóng bàn hàng đầu, đây là cơ hội tốt nhất để nước này giành được huy chương kể từ năm 1960 – và họ đã đúng. Tại Thế vận hội Mùa hè 2008, Lý Giai Vy, cùng với Phùng Thiên Vy và Vương Việt Cổ, đánh bại tuyển bóng bàn nữ Hàn Quốc, gồm Dang Ye-Seo, Kim Kyung-Ah và Park Mi-Young với tỉ số 3–2 ở bán kết, nắm chắc ít nhất là một tấm huy chương bạc và giải cơn khát huy chương Thế vận hội trong 48 năm của Singapore. Singapore đối đầu chủ nhà Trung Quốc trong trận tranh huy chương vàng.
Tại Thế vận hội Mùa hè 2012, Phùng Thiên Vy đánh bại Kasumi Ishikawa của Nhật Bản với tỷ số 4–0 trong trận tranh huy chương đồng đơn nữ bóng bàn, mang về cho Singapore tấm huy chương Olympic cá nhân đầu tiên sau 52 năm. Trong trận tranh huy chương đồng đồng đội nữ bóng bàn, Lý Giai Vy, cùng Phùng Thiên Vy và Vương Việt Cổ, đánh bại tuyển Hàn Quốc gồm Dang Ye-Seo, Kim Kyung-Ah và Seok Ha-Jung 3–0, giành thêm một huy chương đồng.
Hai huy chương đồng tại Thế vận hội Mùa hè 2012 đánh dấu lần đầu tiên Singapore giành được hơn một huy chương tại một kỳ vận hội.
Tại Thế vận hội Mùa hè 2016, VĐV bơi lội Joseph Schooling giành một huy chương vàng nội dung bơi bướm 100 mét nam và lập kỷ lục Thế vận hội với thời gian 50,39 giây, trở thành VĐV đầu tiên của Singapore đoạt vàng Olympic. Đây cũng là VĐV bơi lội nam đầu tiên của Đông Nam Á có huy chương vàng Thế vận hội.
Tính đến năm 2021, các VĐV của Singapore đã giành tổng cộng 5 huy chương tại Thế vận hội, trong đó có 1 huy chương vàng.

## Bảng huy chương
| Thế vận hội           | Số VĐV                          | Vàng                            | Bạc                             | Đồng                            | Tổng số                         | Xếp thứ                         |
| Luân Đôn 1948         | 1                               | 0                               | 0                               | 0                               | 0                               | –                               |
| Helsinki 1952         | 5                               | 0                               | 0                               | 0                               | 0                               | –                               |
| Melbourne 1956        | 52                              | 0                               | 0                               | 0                               | 0                               | –                               |
| Roma 1960             | 5                               | 0                               | 1                               | 0                               | 1                               | 32                              |
| Tokyo 1964            | như một phần của Malaysia (MAS) | như một phần của Malaysia (MAS) | như một phần của Malaysia (MAS) | như một phần của Malaysia (MAS) | như một phần của Malaysia (MAS) | như một phần của Malaysia (MAS) |
| Thành phố México 1968 | 4                               | 0                               | 0                               | 0                               | 0                               | –                               |
| München 1972          | 7                               | 0                               | 0                               | 0                               | 0                               | –                               |
| Montréal 1976         | 4                               | 0                               | 0                               | 0                               | 0                               | –                               |
| Moskva 1980           | không tham dự                   | không tham dự                   | không tham dự                   | không tham dự                   | không tham dự                   | không tham dự                   |
| Los Angeles 1984      | 5                               | 0                               | 0                               | 0                               | 0                               | –                               |
| Seoul 1988            | 8                               | 0                               | 0                               | 0                               | 0                               | –                               |
| Barcelona 1992        | 14                              | 0                               | 0                               | 0                               | 0                               | –                               |
| Atlanta 1996          | 14                              | 0                               | 0                               | 0                               | 0                               | –                               |
| Sydney 2000           | 14                              | 0                               | 0                               | 0                               | 0                               | –                               |
| Athens 2004           | 16                              | 0                               | 0                               | 0                               | 0                               | –                               |
| Bắc Kinh 2008         | 21                              | 0                               | 1                               | 0                               | 1                               | 70                              |
| Luân Đôn 2012         | 23                              | 0                               | 0                               | 2                               | 2                               | 75                              |
| Rio de Janeiro 2016   | 25                              | 1                               | 0                               | 0                               | 1                               | 54                              |
| Tokyo 2020            | 23                              | 0                               | 0                               | 0                               | 0                               | -                               |
| Paris 2024            | chưa diễn ra                    |                                 |                                 |                                 |                                 |                                 |
| Los Angeles 2028      | chưa diễn ra                    |                                 |                                 |                                 |                                 |                                 |
|                       | chưa diễn ra                    |                                 |                                 |                                 |                                 |                                 |
| Tổng số               | Tổng số                         | 1                               | 2                               | 2                               | 5                               | 100                             |

| Thế vận hội         | Số VĐV        | Vàng          | Bạc           | Đồng          | Tổng số       | Xếp thứ       |
| Pyeongchang 2018    | 1             | 0             | 0             | 0             | 0             | -             |
| Bắc Kinh 2022       | không tham dự | không tham dự | không tham dự | không tham dự | không tham dự | không tham dự |
| Milano–Cortina 2026 | chưa diễn ra  | chưa diễn ra  | chưa diễn ra  | chưa diễn ra  | chưa diễn ra  | chưa diễn ra  |
| Tổng số             | Tổng số       | 0             | 0             | 0             | 0             | –             |

| \| Môn thi đấu \| Vàng \| Bạc \| Đồng \| Tổng số \| \| ------------------ \| ---- \| --- \| ---- \| ------- \| \| Bơi lội \| 1 \| 0 \| 0 \| 1 \| \| Bóng bàn \| 0 \| 1 \| 2 \| 3 \| \| Cử tạ \| 0 \| 1 \| 0 \| 1 \| \| Tổng số (3 đơn vị) \| 1 \| 2 \| 2 \| 5 \| |      |     |      |         |
| Môn thi đấu | Vàng | Bạc | Đồng | Tổng số |
| Bơi lội | 1    | 0   | 0    | 1       |
| Bóng bàn | 0    | 1   | 2    | 3       |
| Cử tạ | 0    | 1   | 0    | 1       |
| Tổng số (3 đơn vị) | 1    | 2   | 2    | 5       |

## Các VĐV giành huy chương
| Huy chương | Tên VĐV                                 | Thế vận hội         | Môn      | Nội dung             |
| ---------- | --------------------------------------- | ------------------- | -------- | -------------------- |
| Bạc        | Trần Hạo Lượng                          | Roma 1960           | Cử tạ    | Hạng nhẹ             |
| Bạc        | Phùng Thiên Vy Lý Giai Vy Vương Việt Cổ | Bắc Kinh 2008       | Bóng bàn | Đồng đội nữ          |
| Đồng       | Phùng Thiên Vy                          | Luân Đôn 2012       | Bóng bàn | Đơn nữ               |
| Đồng       | Phùng Thiên Vy Lý Giai Vy Vương Việt Cổ | Luân Đôn 2012       | Bóng bàn | Đồng đội nữ          |
| Vàng       | Joseph Schooling                        | Rio de Janeiro 2016 | Bơi lội  | Bơi bướm 100 mét nam |